# Udo Vogel (Bauingenieur)

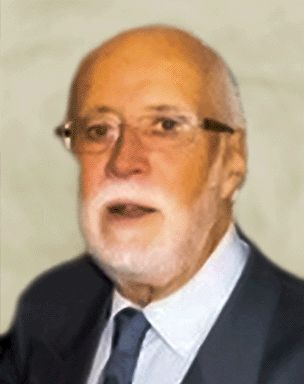
Prof. Udo Vogel

Udo Vogel (* 16. März 1933 in Tilsit; † 14. Februar 2015 in Cuxhaven) war ein deutscher Bauingenieur und Hochschullehrer.

## Leben und Wirken
Die Familie Udo Vogels fand nach ihrer Flucht in Cuxhaven eine neue Bleibe. Dort erwarb Vogel 1952 das Abitur und beendete das Bauingenieurstudium an der TH Stuttgart im Jahre 1957. Nach seinem Diplom wurde er wissenschaftlicher Assistent von Walter Pelikan, dem Inhaber des Lehrstuhls für Stahl- und Holzbau an der TH Stuttgart. 1961 wurde Vogel von der TH Stuttgart mit einer Dissertation über die Theorie der orthotropen Platte zum Dr.-Ing. promoviert. Mit seiner 1964 fertiggestellten und 1965 veröffentlichten Habilitationsschrift über nichtlineare Traglastberechnung schuf Vogel das Fließgelenkverfahren nach Theorie II. Ordnung. 1965 wird Vogel zum wissenschaftlichen Rat und hält sich von 1967 bis 1968 zu einem 14-monatigen Forschungsaufenthalt an der University of California, Berkeley auf. Nach seiner Rückkehr wurde er von der Universität Stuttgart 1970 zum apl. Professor ernannt. Im selben Jahr folgte Vogel dem Ruf der TU Berlin auf eine ordentliche Professur für Tragwerkslehre, übernahm aber schon 1973 als Nachfolger von Bernhard Fritz (1907–1980) den Lehrstuhl für Baustatik der Universität Karlsruhe. 1976 habilitierten sich Helmut Rubin mit einem Beitrag zur nichtlinearen Beultheorie und Günter Utescher über die Beurteilungsgrundlagen von Fassadenanker bei Vogel. 1976 bildeten Vogel und Utescher die kollegiale Leitung des Instituts für Baustatik und Meßtechnik.
Die Forschungsschwerpunkte des Instituts liegen auf dem Gebiet der nichtlinearen Baustatik, insbesondere der Stabilitäts- und Traglasttheorie von Stahlkonstruktionen im elasto-plastischen Bereich. Das zeigen nicht nur die von Vogel betreuten Dissertationen von Ülgen Korkut, Werner Heil und Petra Höss, sondern auch die für die Ingenieurpraxis gedachten Veröffentlichungen der genannten Persönlichkeiten. So trugen Vogel und Heil für die 2. Auflage (1982) und 3. Auflage (1993) des vom Deutschen Stahlbau-Verband (DStV) edierten Stahlbau-Handbuch maßgeblich bei.
Mit Korkut und Theodor Ackermann gründete Vogel im Herbst 1981 das Ingenieurbüro Vogel und Partner. Seine wissenschaftlichen Kontakte zu einschlägigen Instituten in Japan konnte Vogel während seiner ausgedehnten Reise im Frühjahr 1987 ausbauen. Ende des Sommersemesters 1994 trat Vogel in den Ruhestand – die Leitung des Karlsruher Instituts wurde 1995 Werner Wagner anvertraut.
Udo Vogel verbrachte seinen Ruhestand in Cuxhaven, engagierte sich seit 1996 in der Cuxhavener Ingenieur-Vereinigung und übernahm 2001 den Vorsitz des Stiftungsrates der Joachim-Ringelnatz-Stiftung.
Zum Paradigmenwechsel von elastischen zu plastischen Bemessungsmethoden im bundesdeutschen Stahlbau trug Udo Vogel wesentlich bei. Sein Beitrag besteht in der Vollendung der Durchsetzung des Traglastverfahrens im bundesdeutschen Stahlbau aus wissenschaftlicher, aber auch aus ingenieurpraktischer Perspektive. Somit verhalf er dieser Bauweise zu einer wesentlichen Verbesserung der Wirtschaftlichkeit.

## Schriften
- Udo Vogel: Die Traglastberechnung stählerner Rahmentragwerke nach der Plastizitätstheorie II. Ordnung. Stahlbau-Verlag, Köln 1965.
- Udo Vogel: Traglastversuche an eingespannten Geschoßstützen mit Kasten-Querschnitt bei Biegung um beide Hauptachsen. In: Die Bautechnik, 47. Jg., 1970, Heft 8, S. 261–268.
- Udo Vogel: Plastische Bemessung ausgesteifter stählerner Stockwerkrahmen. Verlag Stahleisen, Köln 1971, ISBN 3-514-00105-7.
- Werner Gerold, Udo Vogel: Traglast-Tabellen: Tabellen für die Bemessung durchlaufender I-Träger mit und ohne Normalkraft nach dem Traglastverfahren. Verlag Stahleisen, Köln 1974, ISBN 3-514-00142-1.
- Udo Vogel: Praktische Berechnung des im Grundriss gekrümmten Durchlaufträgers nach dem Kraftgrößen-Verfahren. In: Bautechnik, 60. Jg., 1983, S. 373–379 u. S. 432–439.
- Udo Vogel: Wirtschaftliche Bemessung von Hallenrahmen durch wirklichkeitsnahe Berechnung. In: Stahlbau, 53. Jg., 1984, H. 3, S. 65–68.
- Udo Vogel, Wolfgang Heil: Traglast-Tabellen: Tabellen für die Bemessung durchlaufender I-Träger mit und ohne Normalkraft nach dem Traglastverfahren (DIN 18800, Teil 2). 2., überarb. Auflage. Verlag Stahleisen, Köln 1984, ISBN 3-514-00261-4.
- Petra Höss, Wolfgang Heil, Udo Vogel: Traglasten für drehgebettete Träger aus U-Profilen. In: Stahlbau, 61. Jg., 1992, Heft 3, S. 85–91.
- Wolfgang Heil, Wolfgang Sauer, Karl Schweizerhof, Udo Vogel: Berechnungssoftware für den Konstruktiven Ingenieurbau – Stand der Entwicklung im Vergleich zur Methodenforschung. In: Bauingenieur, 70. Band, 1995, S. 55–64.